# 金大偉
金 大偉（きん たいい、1964年 - ）は、ミュージシャン、作曲家、映画監督、映像作家、演出家、インスタレーション作家、画家。

## 人物概要
中国遼寧省撫順市生まれ。父は満洲族の中国人、母は日本人。13歳の時に家族と共に来日。東京都立南葛飾高等学校卒業。その後多摩美術大学へ進学し、国内のテレビ局へ就職。音楽、映像、美術などのジャンルを総合的に表現するアーティストである。主にアジアや中国をテーマに音楽と映像作品を制作するほか、映画及びや絵画展、映像インスタレーション展、芝居舞台の演出、舞台映像の制作、ファッションショーの音楽や映画音楽の作曲などを行う。また国内外にて音楽コンサートやイベントを行い、様々な作品を発表している。

## 音楽ジャンル、映像ジャンル
- テクノミュージック
- エレクトロニカ
- アンビエント
- ニューエイジ
- チャイナテクノポップス
- トンパ（東巴）ポップス
- ワールドミュージック
- 環境音楽
- イージーリスニング
- 現代音楽
- コンテンポラリーミュージック
- ドキュメンタリー映画
- アート映像
- 環境映像
- 幻想ヒーリング映像

## 音楽CD (ディスコグラフィー）
- 『Harmony』(1996) MIDI Creative
- 『Waterland 水国』(1997) MIDI Creative
- 『Hong Kong 香港』(1997) MIDI Creative
- 『Terra Illuminata 大地光耀』(1998) MIDI Creative
- 『新・中国紀行』(2000) MIDI Creative
- 『龍・DRAGON 』(2000) MIDI Creative
- 『EAST ASIA』オムニバス(2002)（UK London Union Square Music）
- 『The Sketches of Moondays』オムニバス(2002)  アンダーグラウンドリベレーションフォース
- 『TOMPA 東巴』(2003) MIDI INC
- 『TOMPA 智者之音』(2003) （中国版）MIDI INC／雲南民族文化音像出版社
- 『The very best of far east』オムニバス(2004)（Demon Music Group Ltd.）
- 『Floating Illusion』(2005)JDE music
- 『Light and Flower』(2005)JDE music
- 『Natural Spirit』(2005)JDE music
- 『TOMPA.2』(2007) MIDI INC
- 『TOMPA.3』(2007) MIDI INC
- 『The Earth』(2008)Artemis Spirit
- 『Waterside〜Shaoxing／水郷・紹興』（2010）MIDI INC
- 『念祷／nentou』(2011)LOGOSTRON,INC
- 『Hi-Fu-Mi 火風水』(2012)LOGOSTRON,INC
- 『冨士祝祭〜冨士山組曲〜』(2014) LOGOSTRON,INC
- 『浮遊夢幻』 （中国版）(2015)   広東星外星文化传播有限公司
- 『富士祝祭〜富士山組曲〜』（中国版）(2015) 広東星外星文化传播有限公司
- 『変形記』 （中国版） (2015) 広東星外星文化传播有限公司
- 『鎮魂組曲』(2016) LOGOSTRON,INC
- 『鎮魂組曲2〜東アジア〜』(2017) LOGOSTRON,INC
- 『マンチュリア  サマン』(2018) MIDI INC
- 『ムナイキ組曲 Munayki Suite 』(2020)  Shamanic Wisdom
- 『EX-PO'97 In Memoriam the Moondays』オムニバス (2020) Monkee Tambourine Records
- 『KAMUY カムイ』(2023) 藤原書店

## 映像作品、映画、DVD、書籍
- 映画、DVD『回生〜鶴見和子の遺言』（2001）藤原書店
- DVD『しゅうりりえんえん』(2004)藤原書店
- DVD『短歌百選〜回生から花道へ』(2004)藤原書店
- 映画、DVD『海霊の宮〜石牟礼道子の世界』(2006)藤原書店
- DVD『TAO~yin and yang~』(2006) TP Visual Archives
- DVD『The Meditation 瞑想』(2006) TP Visual Archives
- DVD『水郷・紹興 I』(2010)MIDI Creative
- DVD『水郷・紹興 II』(2010)MIDI Creative
- DVD『光凪』（2011）藤原書店
- DVD『原郷の詩』（2011）藤原書店
- 映画、DVD『花の億土へ』（2013）藤原書店
- 書籍＋音楽CD『オーラの教科書』　共著（2015）国際語学社
- DVD『Hallucination and Harmony』（2016）TAII Project
- 映画『ロスト  マンチュリア  サマン』（2016）TAII Project
- DVD『石牟礼道子と出逢う〜語りと音楽と映像の世界〜』（2018）藤原書店
- 書籍『アジアと生きる　アジアで生きる』共著（2018）樹花舎
- 書籍『光と風のクリエ』（2018）和器出版
- DVD『シマフクロウとサケ』（2021）藤原書店
- DVD『天の億土 〜石牟礼道子の世界〜』（2022）藤原書店
- 映画『大地よ　～アイヌとして生きる』(2023) 藤原書店
- 映画『天空のサマン』(2023) TAII Project